# Fahri Korutürk
Fahri Korutürk (født 3. august 1903 i Istanbul, død 12. oktober 1987 samme sted) var en tyrkisk marineofficer, diplomat og landets sjette præsident.